# Curtiss N-9
Curtiss N-9 byl americký námořní jednomotorový dvoumístný cvičný dvouplošník s centrálním plovákem a dvojicí vyrovnávacích plováků z období první světové války.

## Vznik
Před vstupem USA do prvního světového válečného konfliktu rozhodla letecká složka US Navy rozšířit program výcviku svých pilotů. Současně americké námořnictvo projevilo zájem o elementární cvičný hydroplán. Glenn Curtiss, ve snaze předstihnout v konkurzu konkurenci, sáhl po osvědčeném letounu Curtiss JN-4B a vybavil jej prodlouženými křídly z pokusného stroje Curtiss N-8. Tyto nosné plochy měly novější a vhodnější profil RAF-6 než křídla JN-4B. Místo kolového podvozku přibyl celodřevěný centrální plovák a vyrovnávací kovové kuželovité plováky pod konci spodního křídla. Větší boční plochu kompenzovala zvětšená kýlová plocha s klenutou náběžnou hranou. Původní pohonná jednotka Curtiss OX-5 byla nahrazena výkonnějším vodou chlazeným vidlicovým osmiválcem Curtiss OXX-6 o výkonu 74 kW.

## Vývoj

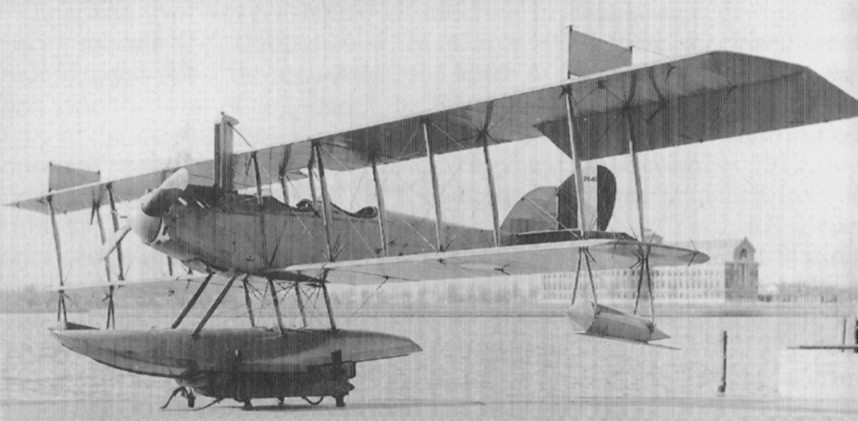
Curtiss N-9H (BuNo A2541), 1918

První Curtiss N-9 poprvé vzlétl na sklonku roku 1916. Na tuto úspěšnou konverzi pozemního typu na hydroplán navázala objednávka na produkci prvních třiceti exemplářů. Stroje se osvědčily a proto byly u společnosti Curtiss v Hammondsportu objednány další tři série po 34, 30 a 6 kusech. O typ projevila zájem také US Army, která na jaře 1917 odebrala 14 letounů. Další čtyři série po 30, 13, 300 a 1200 strojích byly zadány Curtissově pobočce Burgess Co. ve městě Marblehead. Poslední objednávka však byla po skončení války zrušena.
Ve snaze zvýšit výkony N-9 byl na podzim 1917 do letounu instalován francouzský vidlicový vodou chlazený osmiválec Hispano-Suiza 8 s výkonem 110 kW, který začala vyrábět pobočka Simplex Automobile koncernu Wright-Martin Co. Americké označení motoru znělo Wright A nebo I, především byl ovšem znám pod přezdívkou „Hisso“. Podle toho byla nová verze letounu úředně označena N-9H, zatímco stroje s pohonnými jednotkami Curtiss byly neoficiálně nazývány N-9C. N-9H obdržely nový kryt motoru a vrtulový kužel. První vyrobené exempláře měly dva chladiče na bocích trupu, sériové stroje pak jediný vysoký a úzký na vrcholu trupu před horním křídlem.
Zlepšení výkonů umožnilo vyzbrojení synchronizovaným kulometem Vickers ráže 7,7 mm. N-9H tak mohl sloužit i k střeleckému výcviku pilotů u leteckých škol.

## Nasazení

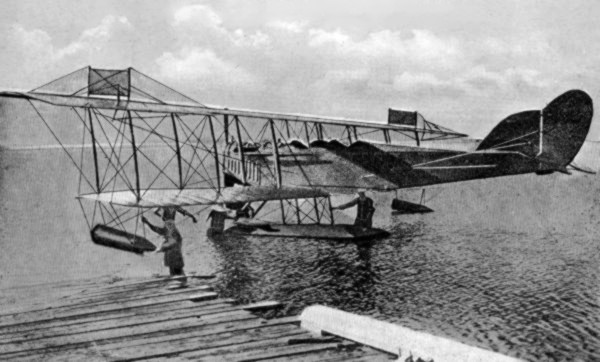
Curtiss N-9, 1917

Letouny N-9 z první objednávky byly dodány Námořní letecké škole v Pensacole a dalším námořním ozbrojeným složkám ještě před vstupem USA do války v dubnu 1917.
Curtissův N-9 se stal po létajícím člunu Curtiss HS-2L druhým nejrozšířenějším typem námořního letadla u US Navy, a to až do 30. let 20. století. Několik N-9H od námořnictva získala US Army výměnou za své pozemní Curtissy JN-4H.
Ještě začátkem 20. let postavili letečtí mechanici v Pensacole 50 N-9 z náhradních dílů a z částí poškozených letadel. Vyřazování Curtissů N-9 bylo zahájeno v roce 1924, poslední létaly ještě v roce 1927.

## Specifikace (N-9H)

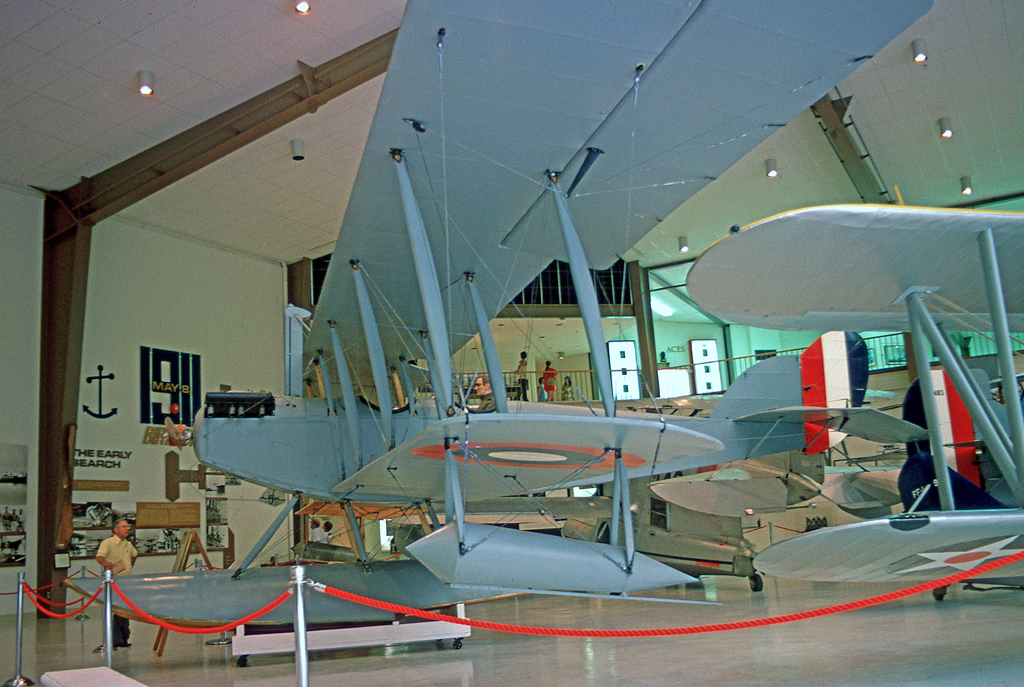
Cuttiss N-9H, USN, Pensacola

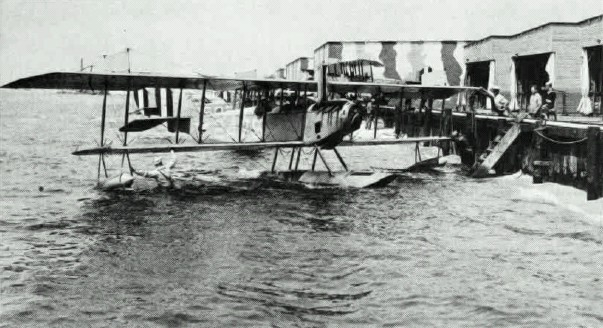
Curtiss N-9, NAS Pensacola, 1918

Údaje podle

### Technické údaje
- Rozpětí horního křídla: 16,25 m
- Rozpětí dolního křídla: 13,12 m
- Vzdálenost křídel: 1,5 m
- Zatížení na jednotku plochy: 29 kg/m²
- Délka: 9,39 m
- Výška: 3,32 m
- Nosná plocha: 46,07 m²
- Prázdná hmotnost: 971 kg
- Vzletová hmotnost: 1247 kg

### Výkony
- Maximální rychlost: 126 km/h
- Nejnižší rychlost: 72 km/h
- Výstup do 990 m: 10,0 min
- Dostup: 2015 m
- Dolet: 322 km
- Vytrvalost: 3,75 h